# Gautier Garrigue
Gautier Garrigue (* 7. Dezember 1987 in Perpignan) ist ein französischer Musiker (Schlagzeug, Komposition) des Modern Jazz.

## Leben und Wirken
Garrigue zog nach seinem Abschluss 2002 am Regionalkonservatorium von Perpignan 2007 nach Paris, wo er in zahlreichen musikalischen Kollaborationen tätig war. U.a. spielte er im Yuval Amihai Ensemble (mit dem er den Preis des Festivals Tremplin Jazz St Germain des Prés gewann), im David Enhco/Roberto Negro Patience Quartett, Sébastien Llado Quartett, Éric Barret Trio (Work in Progress, 2024), Paul Lay Trio, Jonathan Orland Trio, Nicolas Pfeiffer City Whispers Quintett, Thibault Chevailler Clerks, Remi Meurice Septett, Stéphanie Lemoine Quartett, Logan Richardson Quartett, Renaud Gensane Quintett und im Florent Nisse Quintett (mit Chris Cheek und Jakob Bro). Ferner war er Mitglied des Quartetts von Federico Casagrande und der kollaborativen Formationen Flash Pig (mit Adrien Sanchez, Florent Nisse, Maxime Sanchez) und Kandinsky Effect (mit Gael Petrina, Warren Walker), mit denen er seit 2010 eine Reihe von Alben vorlegte. Weitere Aufnahmen entstanden ab 2014 mit dem Matthieu Marthouret Bounce Trio (Small Streams…Big River).

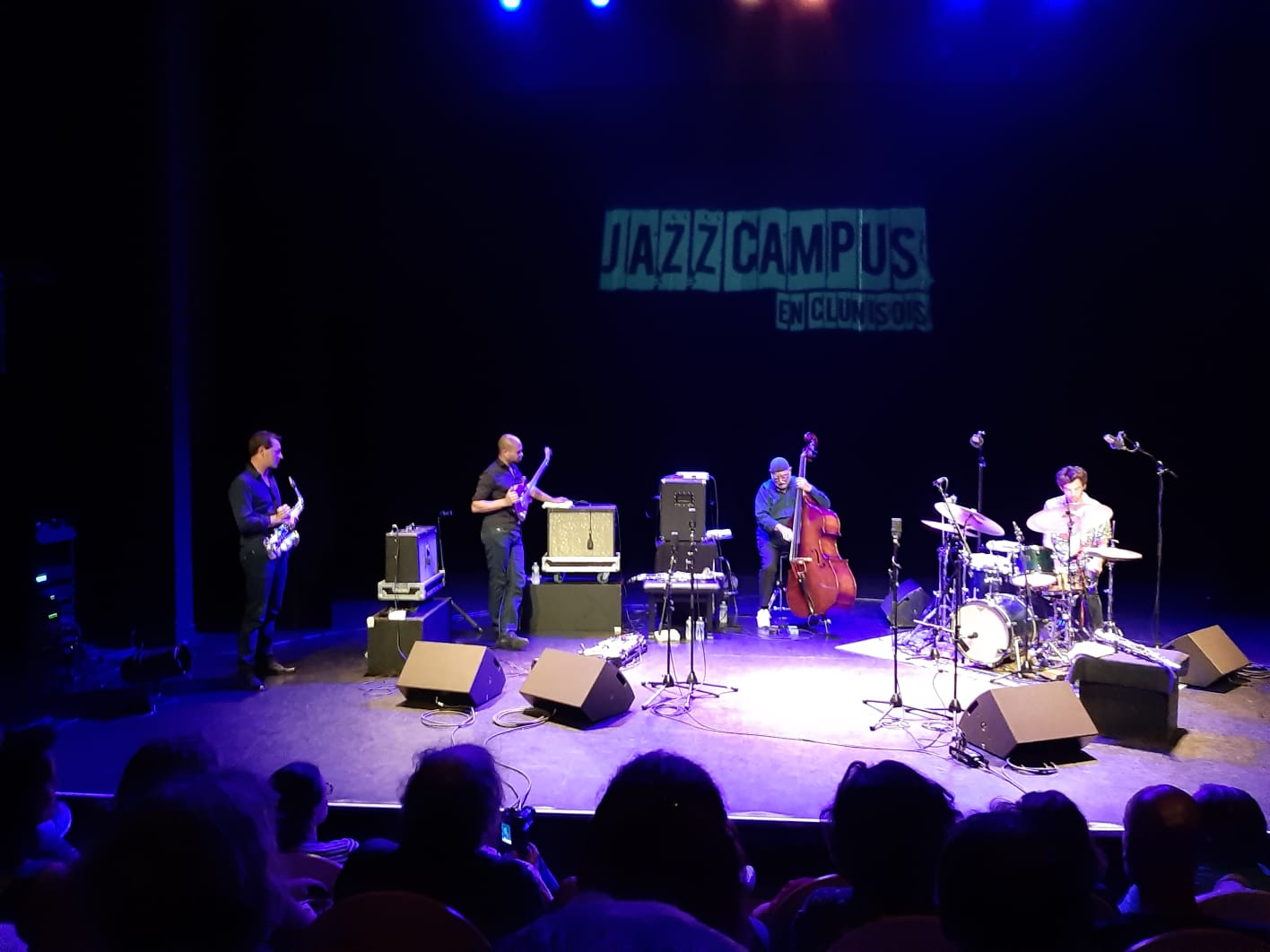
Das Henri Texier Sand Quintet auf dem Festival Jazz Campus en Clunisois 2019

Seit 2017 ist Garrigue Mitglied des Sand Quintet von Henri Texier (Sand Woman, mit  Vincent Lê Quang und Sébastien Texier, Manu Codjia). Weiterhin gehört er zum Quartett von Hélène Labarrière und zu Dominique Pifarélys Ensemble Dédales. 2024 legte er mit La Traversée sein Debütalbum vor, das von der Kritik sehr gut bewertet wurde.
Garrigue tourte bereits in Europa, Asien, Afrika und Kanada und konzertierte auf vielen renommierten Festivals wie Jazz in Marciac, North Sea Jazz Festival, Vilnius Jazz Festival, Victoria Jazz Fest, Vancouver Jazz Festival, Koktebeljazz Festival, Nancy Jazz Pulsations, Mulhouse Jazz Festival, Breath Jazz Festival und Belgrad Jazz Festival. Im Bereich des Jazz war er laut Tom Lord auch an Aufnahmesessions u. a. mit Joachim Govin, Bruno Schorp, Yuval Amihai, Seamus Blake (Guardians of the Heart Machine) und 2018 mit Bastien Ribot (Violin Standards) beteiligt.

## Diskographische Hinweise
- Federico Casagrande: The Ancient Battle of the Invisible (CAM Jazz, 2012, mit Simon Tailleu, Jeff Davis)
- David Enhco: La Horde (Cristal Records 2013)
- Franck Amsallem: Gotham Goodbye (Jazz&People 2019)
- Henri Texier: Chance (Label Bleu 2020)
- Flash Pig: The Mood for Love (Astérie 2024, mit Adrien und Maxime Sanchez, Florent Nisse)
- La traversée (PeeWee! 2024, mit Maxime Sanchez, Federico Casagrande, Florent Nisse bzw. Henri Texier sowie Émile Parisien, Vincent Lê Quang)